# Levi Richard Ellert
Levi Richard Ellert (né le 20 octobre 1857 à San Francisco, mort le 21 juillet 1901 à San Francisco) est un homme politique américain républicain. Il a été maire de San Francisco entre 1893 et 1895. C'est le premier maire à être né à San Francisco, aucun des maires précédents n'étant nés en Californie.

## Hommage
Une rue de la ville porte son nom : Ellert Street.